# Frida Nilsson
Frida Kristina Augusta Nilsson (Hardemo, Provincia de Örebro, 16 de enero de 1979) es una escritora de libro juvenil, dobladora, traductora y presentadora de radio y televisión sueca.

## Biografía
Nilsson creció en un medio rural que ha inspirado parte de sus obras; su padre, periodista y autor teatral aficionado además de granjero, hizo que se interesara por el teatro. Debutó en 2004 con libros inspirados en su niñez y como tema común la exclusión.

## Obra
- 2004 – Kråkans otroliga liftarsemester (Natur & Kultur)
- 2005 – Hedvig! (Natur & Kultur)
- 2005 – Apstjärnan (Natur & Kultur, traducido al castellano como “La Estrella de los Simios”)
- 2006 – Hedvig och Max-Olov (Natur & Kultur)
- 2007 – Hedvig och sommaren med Steken (Natur & Kultur)
- 2008 – Jag, Dante och miljonerna (Natur & Kultur)
- 2009 – Hedvig och Hardemos prinsessa (Natur & Kultur)
- 2011 – Ryska kyssen (Rabén & Sjögren)
- 2013 – Jagger Jagger (Natur & Kultur)
- 2014 – God jul, Lilla Lök (Rabén & Sjögren)
- 2015 – Ishavspirater (Natur & Kultur, traducido al castellano como “Piratas del mar Helado”)
- 2017 – Det tunna svärdet (Natur & Kultur)
- 2020 – Lindormars land (Natur & Kultur)